# یوما کاواموری
یوما کاواموری (ژاپنی: 川森 有真؛ زادهٔ ۱ فوریهٔ ۱۹۹۳) یک بازیکن فوتبال اهل ژاپن است.
از باشگاه‌هایی که در آن بازی کرده‌است می‌توان به باشگاه فوتبال کاگوشیما یونایتد و باشگاه فوتبال آزول کلارو نومازو اشاره کرد.